# Symmachia sepyra
Espèce
Symmachia sepyra est un insecte lépidoptère appartenant à la famille  des Riodinidae et au genre Symmachia.

## Taxonomie
Symmachia sepyra a été décrit par William Chapman Hewitson en 1877 sous le nom de  Erycina sepyra.

## Description
Symmachia sepyra est un papillon d'une envergure  d'environ 34 mm, de couleur noire ornementé d'une bande orange. Sur le dessus la bande orange va à l'aile antérieure du milieu du bord costal à la partie postdiscale du bord interne, et à l'aile postérieure de la partie postdiscale du bord costal à l'angle anal. Sur le revers cette bande est discrète et uniquement partiellement visible aux ailes antérieures.

## Écologie et distribution
Symmachia sepyra est présent en Équateur.

### Protection
Pas de statut de protection particulier.